# Kazanów (województwo dolnośląskie)
Kazanów – wieś w Polsce położona w województwie dolnośląskim, w powiecie strzelińskim, w gminie Strzelin.

## Podział administracyjny
W latach 1975–1998 miejscowość administracyjnie należała do województwa wrocławskiego.

## Szlaki turystyczne
droga Szklary-Samborowice
- Jagielno – Przeworno – Gromnik – Biały Kościół – Kazanów – Nieszkowice – Czerwieniec – Kowalskie – Żelowice – Błotnica – Piotrkówek – Ostra Góra – Niemcza – Gilów – Piława Dolna – Góra Parkowa – Bielawa – Kalenica – Nowa Ruda – Tłumaczów – Radków – Pasterka – Karłów – Skalne Grzyby – Batorów – Duszniki-Zdrój – Szczytna – Zamek Leśna – Polanica-Zdrój – Bystrzyca Kłodzka – Igliczna – Międzygórze – Przełęcz Puchacza